# Castle Rock (volcan)
Pour les articles homonymes, voir Castle Rock.
Castle Rock est un neck volcanique de Colombie-Britannique, au Canada. Il culmine à 1 862 mètres d'altitude.
Castle Rock demeure l'un des onze volcans du Canada à présenter une sismicité, avec le mont Cayley, le mont Edziza, Hoodoo Mountain, The Volcano, Crow Lagoon, le cône Nazko, le champ volcanique de Wells Gray-Clearwater, le mont Silverthrone, le mont Meager et le mont Garibaldi.